# Démon : La Chute
Démon : la Chute est un jeu de rôle contemporain-fantastique situé dans le Monde des ténèbres et est édité par White Wolf Publishing
Démon, le septième jeu de ce qui devait être à l'origine la pentalogie du Conteur, introduit, comme son nom l'indique, un nouveau type de créature dans le Monde des Ténèbres de 1991. Comme pour les autres jeux de la série du Conteur, la gamme a été arrêtée. L'ouvrage final de Démon est Time of Judgment. Les démons de White Wolf sont quelque peu différents de l'imagerie traditionnelle et surtout de l'écho qu'en ont donné les précédents jeux de la collection, dans la mesure où leur histoire tragique insiste sur leur nature d'anges déchus.
À l'origine, les démons étaient des anges, qui se sont rebellés contre Dieu par amour de l'humanité, et qui ont quitté le Paradis pour rejoindre les hommes, vivre avec eux, et les instruire. En réaction, Dieu envoya les anges restés fidèles combattre les rebelles, et au terme d'une grande guerre qui dura plusieurs millénaires, les insoumis furent jetés dans un puits de néant, l'Enfer, et abandonnés sans autre forme de procès. Les horreurs de la guerre, le premier crime commis par l'Homme (le meurtre d'Abel par Caïn), et une éternité de non-vie en Enfer sont les principales raisons des changements profonds occasionnés dans la nature des déchus.
Le retour récent des démons dans le monde terrestre est une conséquence du sixième maelström, celui qui fut à l'origine de la destruction de l'Outre-Monde (cf Ends of the Empire). Ce phénomène surnaturel créa des failles dans la barrière qui isolait l'Enfer, et les plus petits des démons purent se faufiler pour rejoindre le monde physique. Depuis, les démons qui parviennent à quitter les abysses s'incarnent dans les corps d'humains qui se prêtent à la possession.
La découverte de la situation de l'humanité au début du XXIe siècle occasionna un choc pour les démons récemment échappés des Abysses : la déchéance morale des hommes, leur mépris envers autrui et leur environnement, l'absence de foi et de toute manifestation divine, firent penser à beaucoup que Dieu avait effectivement abandonné les hommes.
Chaque démon récemment incarné, en fusionnant avec l'esprit du corps qu'il habite, retrouve un semblant de conscience, ce qui le place face à un dilemme : va-t-il chercher la rédemption et le pardon en venant en aide aux hommes, ou utiliser ses pouvoirs et sa connaissance pour créer son royaume sur Terre ?
À ce choix moral, s'ajoute pour chaque démon une orientation politique ; en effet, plusieurs factions de démons furent fondées pendant leur emprisonnement en Enfer, et chacune a ses buts et ses principes distincts : "luciferians" fidèles aux principes de leur chef disparu, "cryptics" désireux d'élucider toutes les énigmes de l'histoire des démons, "faustians" voulant asservir les hommes pour le pouvoir qui en résulte, "raveners" obsédés par le carnage et la destruction, et "reconcilers" en quête de rédemption.
En plus du critère de l'orientation morale et du choix politique, on distingue les démons en fonction de leur appartenance à une des sept Maisons des Ténèbres. Celle-ci remonte à leur vie d'ange, ceux-ci étant depuis la Création hiérarchisés et répartis en maisons spécialisées. Les anges déchus conservèrent leurs spécificités, mais les objectifs et les méthodes des maisons furent perverties à mesure que durait la guerre. L'appartenance à une maison donne à un démon des pouvoirs spécifiques, qu'il pourra utiliser à sa guise pour chercher à retrouver son état angélique, ou pour asservir ses pulsions les plus sombres.
Les sept Maisons des Ténèbres sont les suivantes :
- "Defilers" : ils furent les Néréides, les muses gardiennes de l'inspiration. Aujourd'hui, les démons de cette maison sont des séducteurs, capables aussi bien d'inspirer l'obsession, la jalousie, que la compassion ou la vertu.
- "Devils" : après la chute, les anciens messagers de Dieu se firent les champions de l'humanité. Aujourd'hui, ils abusent de leur charisme pour pervertir les humains, ou s'en servent pour tenter de sauver l'humanité.
- "Devourers" : les combattants, qui furent à l'origine les anges chargés du règne animal. Sauvages, impulsifs, destructeurs ou protecteurs selon le choix qu'ils ont fait au moment de leur retour sur Terre.
- "Fiends" : anciennement des oracles capables de voir le futur dans les étoiles, ils sont désormais les maîtres des cauchemars et des malédictions.
- "Malefactors" : alors qu'ils furent les artisans parmi les anges, ceux qui servent la cause de l'Enfer usent aujourd'hui de leurs pouvoirs pour créer des objets corrompus qu'ils offrent à leurs victimes.
- "Scourges" : les anges du Firmament avaient la charge de donner la vie à ceux que Dieu choisissait. Maintenant, les démons de cette Maison sont capables aussi facilement de blesser que de guérir.
- "Slayers" : les Slayers furent les anges de la mort, chargés de s'occuper des âmes de ceux qui venaient de décéder. Ils sont maintenant les maîtres des esprits et de la nécromancie.

Le choix de la maison oriente celui des connaissances surnaturelles que possède le démon. Chaque maison enseigne trois connaissances ("Lores"), parmi lesquelles tout démon peut se spécialiser. Chaque connaissance est divisée en paliers, chaque palier constituant un nouveau pouvoir. Si cette structure est habituelle dans les gammes du Monde des Ténèbres, il existe une innovation, dans la mesure où chaque pouvoir présente deux facettes, selon qu'il utilise la Foi ("Faith") du démon, ou, pour ceux qui restent "monstrueux", son "Tourment".
Foi et Tourment sont les deux caractéristiques, notées sur 10, permettant de jauger la situation morale du démon, l'état de son conflit entre ses natures angéliques et démoniaques, ainsi que celui de ses réserves psychiques. Le Tourment représente la mesure de la douleur que lui ont infligée des millénaires d'emprisonnement, alors que la Foi simule la croyance que le démon peut avoir en sa cause, et en l'humanité. La Foi est l'élément vital du jeu, puisque le démon utilise ce carburant pour ses pouvoirs, et qu'il dépend des hommes pour s'alimenter, soit ponctuellement, soit au moyen de pactes.
La situation des démons récemment incarnés est donc difficile : pour assumer son choix et suivre sa voie, il devra assurer sa situation, gérer les relations avec les démons des autres Factions et Maisons, empêcher ou favoriser l'incarnation de ses princes, toujours enfermés dans les Abysses, et affronter de nombreux ennemis potentiels : autres démons, chasseurs de démons, et surtout les "Earthbounds".
Ces derniers sont des démons libres depuis des siècles, grâce aux sorciers qui les ont invoqués. Leurs pouvoirs ont avec le temps grandi, jusqu'à atteindre un niveau avec lequel aucun déchu ne peut espérer rivaliser, et ces démons, qui sont en fait ceux que connaissent les hommes et créatures surnaturelles du Monde des Ténèbres, ont des objectifs qui n'ont rien à voir avec ceux des derniers arrivés.
Côté système de jeu, "Demon : the Fallen" utilise le même moteur que ses aînés, à savoir le Storyteller System, dont le principe de base repose sur le jet d'un nombre de D10 égal à l'addition de l'attribut et de la compétence. On compte un succès par dé atteignant ou dépassant la difficulté fixée par le MJ.